# Krim-Brücke
Die Krim-Brücke, auch Kertsch-Brücke genannt, (russisch Крымский мост Krymski most; ukrainisch Міст через Керченську протоку Mist tscheres Kertschensku protoku, inoffiziell ukrainisch Кримський міст Krymskyj mist; Projektname: Brücke über die Straße von Kertsch) war die von Mai 2018 bis 2022 uneingeschränkt nutzbare Straßen- und Eisenbahnverbindung von der Halbinsel Krim in der Ukraine über die Straße von Kertsch zur Halbinsel Taman in der russischen Region Krasnodar. Die Straßenverbindung wurde im Mai 2018 offiziell eröffnet, die Freigabe für den eingeschränkten Bahnverkehr erfolgte im Dezember 2019. Mit 19 Kilometern Länge ist die Krim-Brücke die längste Brücke Europas.
Durch einen ukrainischen Angriff im Russisch-Ukrainischen Krieg im Oktober 2022 wurde die Brücke schwer beschädigt und war danach nur teilweise befahrbar; im Juli 2023 und Juni 2025 wurde die Brücke erneut durch ukrainische Angriffe beschädigt.

## Beschreibung
Die einschließlich der Zufahrten an Land rund 19 km lange Krim-Brücke überquert die Straße von Kertsch (6 km), die Insel Tusla (6 km), einen Flachwasserbereich (1,3 km) und die Nehrung der Halbinsel Taman (5,7 km). Sie besteht aus einem Brückenbauwerk für eine vierspurige Autobahn und südlich davon einem gesonderten Bauwerk für die parallel dazu verlaufende zweigleisige Eisenbahnstrecke. Damit gilt dieses Objekt als größte von Russland erbaute Brücke. Der Schifffahrtskanal wird von je einer 227 m langen Stabbogenbrücke mit einer lichten Höhe von 35 m überquert, deren Pfeiler von großen Schiffsabweisern geschützt werden.
Die Autobahnbrücke ist 16.857 m lang. Ihre durch Leitplanken getrennten Richtungsfahrbahnen haben je zwei Fahrspuren und einen schmalen Pannenstreifen. Jede Richtungsfahrbahn hat einen konstruktiv getrennten Überbau aus einer orthotropen Platte auf zwei Längsträgern. Die Eisenbahnbrücke ist 18.118 m lang. Die Gleise liegen auf Schotterbetten und je einem Überbau aus stählernen, zweizelligen Hohlkästen mit orthotropen Platten. Die Brücken stehen auf 595 Pfeilern in Pfeilerachsabständen von 54 m bis 64 m, die auf rund 7000 Pfählen gegründet wurden. Die beiden stählernen Stabbogenbrücken wurden nahe der Brücke an Land gefertigt und anschließend mit Pontons zur Einbaustelle gebracht.

## Geschichte

### Erste Planungen

Taman-Halbinsel mit Tschuschka (links oben), Karte von 1943

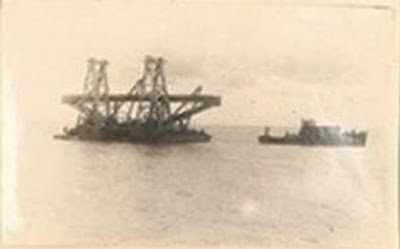
Teil der alten Brücke aus dem Zweiten Weltkrieg (1944)

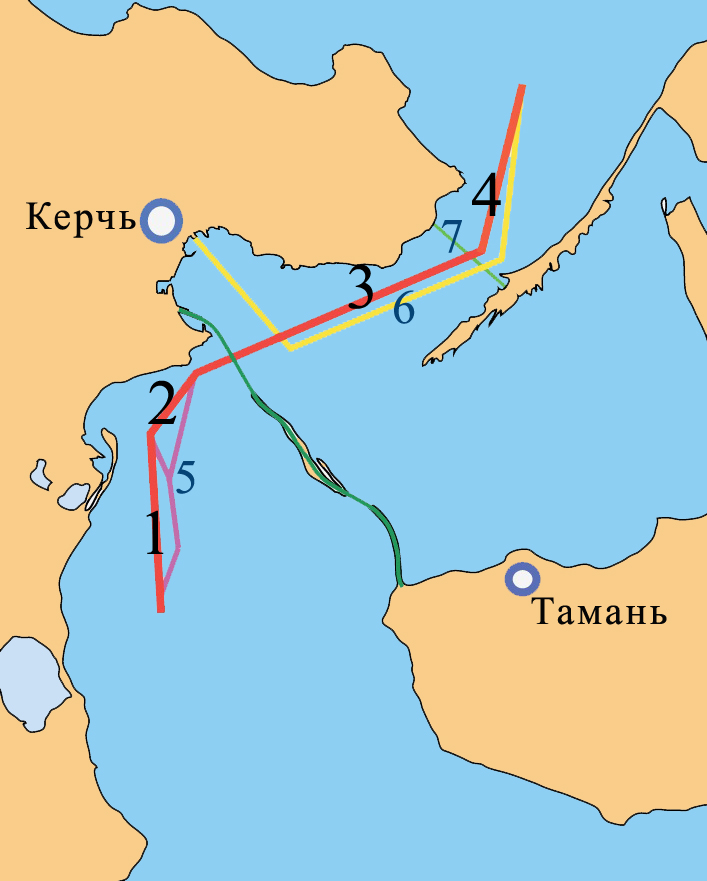
Straße von Kertsch mit

Der Bau einer Brücke über die Meerenge wurde immer wieder diskutiert. Zar Nikolaus II. interessierte sich für die Idee. Erstmals hatte Anfang des 20. Jahrhunderts der Schiffsbauingenieur Wassili Mendelejew (1886–1922), Sohn des berühmten russischen Chemikers Dmitri Mendelejew, den konkreten Vorschlag gemacht, die Meerenge mit einem Damm zu queren. Eine Gruppe russischer Ingenieure erarbeitete daraufhin bis 1910 ein Projekt. Der Ausbruch des Ersten Weltkriegs verhinderte jedoch seine Realisierung. In den 1930er Jahren wurde, diesmal von der Sowjetunion, erneut ein Brückenschlag geplant. Der Zweite Weltkrieg verhinderte die Umsetzung der Pläne.

### Brücke im Zweiten Weltkrieg
Nach dem Vormarsch der deutschen Wehrmacht im Zweiten Weltkrieg bis auf die Krim begann die paramilitärische Organisation Todt im Rahmen der Operation Gotenkopf mit dem Bau einer Eisenbahnbrücke, um den von Januar bis Oktober 1943 bestehenden Kuban-Brückenkopf auf der Ostseite der Straße von Kertsch versorgen zu können. Diese etwa zehn Kilometer nordöstlich der heutigen Krimbrücke gelegene Brücke war 4,5 Kilometer lang und verband die Krim mit der Halbinsel Tschuschka. Sie befand sich etwa auf der Trasse, auf der später die Fährverbindung zwischen den Häfen Port Kawkas und Port Krim verkehrte, etwas südwestlich der Fahrrinne 28. Der westliche Bahnanschluss war nahe der Festung Jenikale, auf der östlichen Seite endete die Brücke knapp 3 Kilometer südwestlich von Port Kawkas. Parallel dazu verlief eine 5,1 Kilometer lange Seilbahn, die täglich bis zu 1000 Tonnen Ladungen transportierte. Das Brückenprojekt bestand aus 115 Teilen mit Spannweiten von jeweils 27 Metern Länge. Damit Schiffe beliebiger Größe weiterhin die bereits in den 1870er Jahren ausgehobene Schiffahrtsrinne Kertsch-Jenikalsker-Kanal passieren konnten, gab es eine 110 Meter lange Drehbrücke.
Der sowjetischen Luftaufklärung war der Bau, der 150 Tage dauerte, bekannt, Josef Stalin verbot jedoch eine Bombardierung. Nach dem durch eine Gegenoffensive der Roten Armee erzwungenen Rückzug der deutschen Truppen auf die Krim wurde die noch nicht vollständig fertiggestellte Brücke im Oktober 1943 durch die Deutschen gesprengt.
Am 25. Januar 1944 -und damit bereits bevor Kertsch am 11. April 1944 als Nacherfolg der Kertsch-Eltigener Operation wieder unter sowjetische Kontrolle kam- entschied das Land, die Eisenbahnbrücke wiederherzustellen. Die sowjetischen Bautruppen errichteten innerhalb von sieben Monaten unter Verwendung der verbliebenen Reste, des zurückgelassenen Baumaterials und nach den deutschen Konstruktionsplänen die Eisenbahnbrücke und deren Anschlüsse ans Schienennetz. Am 3. November 1944 fuhr der erste Zug über die rekonstruierte Brücke.
Die bereits von den Deutschen Konstrukteuren eingeplanten Eisabweiser waren erst teilweise installiert, als sich im Februar 1945 unter dem Einfluss von Wind und Strömungen vom Asowschen Meer her Eisschollen auf die Brücke zubewegten. Sie hatten eine so große Stärke, dass sie nicht durch Sprengungen und Bombardierungen zerstört werden konnten. Während die Pfeiler, die bereits mit Eisabweisern geschützt waren, standhielten, brachen am 18. Februar 32 ungeschützte Stützen, zwei Tage später waren 42 beschädigt. Eine Woche zuvor, am 11. Februar, war der letzte Zug mit den Passagieren Josef Stalin und der sowjetischen Delegation, die von der Konferenz von Jalta zurückkehrten, über die Brücke gerollt. Sie war somit nur drei Monate in Betrieb.

### Planungen in der Nachkriegszeit und Auswirkungen der Annexion der Krim ab 2014
1949 wurden neue Brückenkonzepte entwickelt – mit zwei Ebenen für den Straßen- und Bahnverkehr. Die Kosten des Projekts wurden auf 2 Milliarden Rubel (zu Preisen von 1949) geschätzt. Nach der Installation der ersten Pfeilerfundamente wurde jedoch klar, dass die Stützen nicht ausreichend stabil waren. Das Projekt wurde vorerst verschoben. Der westliche Brückenkopf sollte mit einer riesigen Stele mit dem Wappen und der Statue Stalins verziert werden. 1953 ersetzte die Kertsch-Fähre zwischen Port Kawkas und Port Krim die Brücke. Bald verkehrten vier Eisenbahnfähren, später noch drei aus Riga gelieferte Autofähren. Die Überreste der Pfeiler der zerstörten Brücke behinderten viele Jahre den Schiffsverkehr. Im Jahr 1968 wurden sie bis auf einen vor dem östlichen Ufer abgerissen und entfernt. Um 1990 mussten die Eisenbahnfähren stillgelegt werden, da sie schrottreif waren.
Der Bau einer neuen Brücke wurde seitdem immer wieder diskutiert, aber nie als vorrangiges Projekt betrachtet, da die Verbindung über die Ukraine auf die Krim als ausreichend angesehen wurde. Absichtserklärungen von 1993, 2000 und 2008 versandeten, ebenso 2004 der Vorschlag eines Tunnels. Im Dezember 2003 unterzeichneten Russland und die Ukraine einen Vertrag über die gemeinsame Nutzung des Asowschen Meeres, der das Meer als inneres Gewässer beider Staaten definiert. Der Vertrag garantiert den Schiffen beider Länder das Recht der friedlichen Durchfahrt. 2010 ließen der ukrainische Präsident Wiktor Janukowytsch und der russische Präsident Dmitri Anatoljewitsch Medwedew anlässlich der Olympischen Spiele 2014 in Sotschi die Pläne für eine Brücke wieder aufleben. Am 26. November 2010 wurde ein Memorandum unterzeichnet; am 17. Dezember 2013 wurden auf der Sitzung der gemeinsamen russisch-ukrainischen Regierungskommission entsprechende Verträge abgeschlossen.
Die Situation änderte sich mit der Annexion der völkerrechtlich weiter zur Ukraine gehörenden Halbinsel Krim durch Russland im März 2014. Als Folge dieser Aktion und des Beginns des Russisch-Ukrainischen Krieges im Donbass unterbrach die Ukraine am 26. Dezember 2014 alle bisherigen durch ihr Gebiet laufenden Versorgungslinien sowie die Zug- und Busverbindungen über Land zur Krim. Der Güterverkehr zwischen Russland und der Halbinsel musste seitdem über den See- oder Luftweg abgewickelt werden. Um eine direkte Transportverbindung herzustellen, gewann das Projekt der Brückenquerung über die Straße von Kertsch für Russland höchste Priorität. Übergangsweise wurde die Eisenbahnfähre von der Taman-Halbinsel nach Kertsch am 1. August 2014 nach 25 Jahren wiedereröffnet. Bis zur Vollendung des Brückenprojekts wurde der Verkehr nach Russland über die Meerenge von Kertsch provisorisch mit Eisenbahn- und Autofähren abgewickelt, die teilweise von anderen Routen abgezogen wurden. Einige Fähren wurden gebraucht im Ausland gekauft. Im Jahr 2017 wurden 5,71 Millionen Menschen, 1,78 Millionen Autos und 78.000 Eisenbahnwagen befördert. Teilweise gab es Wartezeiten bis zu 30 Stunden. Zusätzlich wurde eine Hubschrauberverbindung eingerichtet.

### Entstehung der heutigen Brücke
Nach der Annexion der Krim im März 2014 war der Tourismus, traditionell eine der Haupteinnahmequellen der Krim, eingebrochen. Die Preise und Lebenshaltungskosten stiegen stark, die Einnahmen sanken drastisch und viele Arbeitsplätze gingen verloren. Vor 2014 reisten über 70 Prozent der Touristen insbesondere über die Landenge von Perekop aus dem ukrainischen Festland ein. Diese Landverbindung war nun unterbrochen oder wurde als zu risikoreich angesehen. Russland bot subventionierte Flugtickets für Beamte und Rentner an und warb für „patriotische Ferien“ auf der Krim. Trotzdem waren die Besucherzahlen rückläufig. Die Brücke sollte den Tourismus auf der Krim ankurbeln und die Preise für Lebensmittellieferungen senken. Die Brücke hatte für Russland zudem eine symbolische Bedeutung und stellt ein Pendant zur natürlichen Landverbindung zur Krim her, über welche die Ukraine im Unterschied zu Russland verfügt.

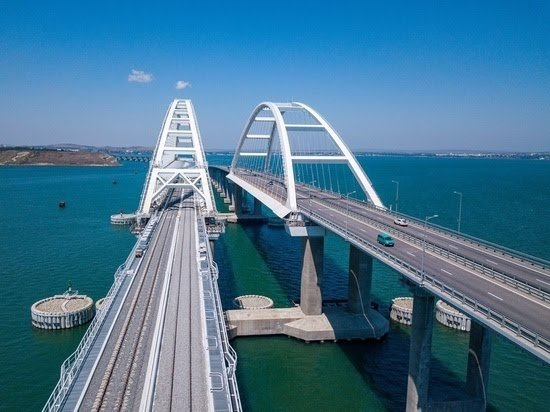
Die Bogenbrücken 2019

Im März 2014 beauftragte der russische Ministerpräsident Medwedew die staatliche Straßenbauagentur Awtodor mit der Gründung einer Tochtergesellschaft zur Erstellung einer Machbarkeitsstudie und dem Bau einer Brücke. Die Brücke sollte von Kertsch auf der Krim über die Insel Tusla zur Halbinsel Taman führen und so die Direktverbindung zwischen dem russischen Festland und der Schwarzmeer-Halbinsel herstellen. Sie wurde mit einer vierspurigen Autobahn und einer zweigleisigen Eisenbahnstrecke konzipiert. Die seit 1953 bestehende Fährverbindung, welche Teil der Europastraße 97 ist, soll bestehen bleiben. Aus dem russischen Staatshaushalt wurden 228 Milliarden Rubel (ca. 3 Mrd. Euro) bereitgestellt, wobei die beiden Zufahrten zur Brücke von der Krim und der Region Krasnodar anderweitig finanziert werden sollten. Schätzungen zufolge verschlangen die Kosten für den Bau der Autobahn- und Eisenbahnstrecke zwischen der Region Krasnodar und der Krim bis zur Fertigstellung 70 Prozent des jährlichen Staatsetats für alle Straßen und Brücken, ohne dass die Regierung verlässliche Berechnungen vorgelegt hätte, bis wann und wie sich die Baukosten amortisieren sollten. Im Jahr 2014 berichtete die russische Zeitung Wedomosti, dass wegen der Krim-Brücke andere Infrastrukturprojekte zurückgestellt worden seien. Beispielsweise wurde der Bau einer Brücke über die Lena nach Jakutsk auf die Zeit nach 2020 verschoben; die dafür vorgesehenen 44 Milliarden Rubel wurden in die Krim-Brücke investiert.

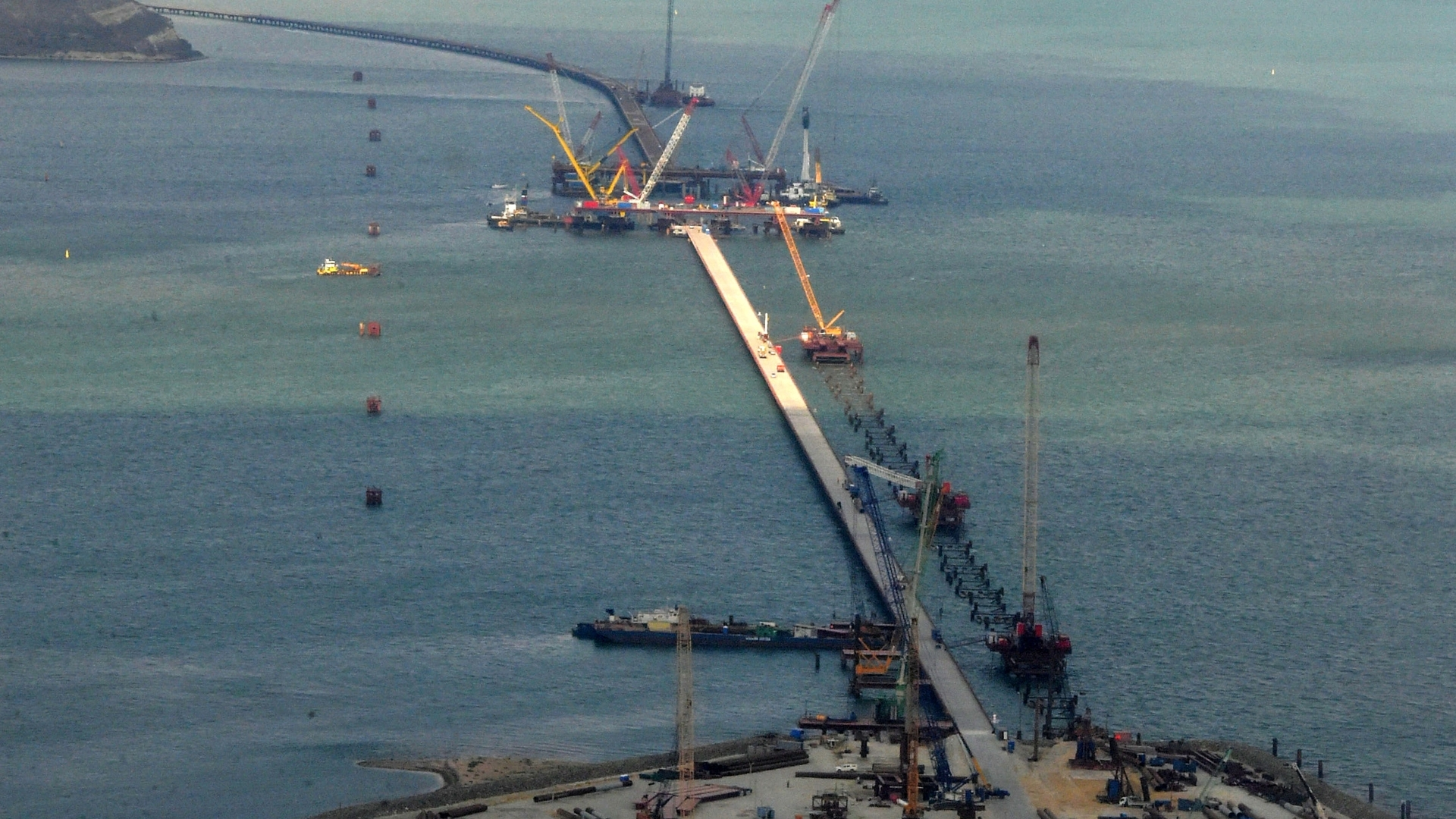
Baustelle (2016)

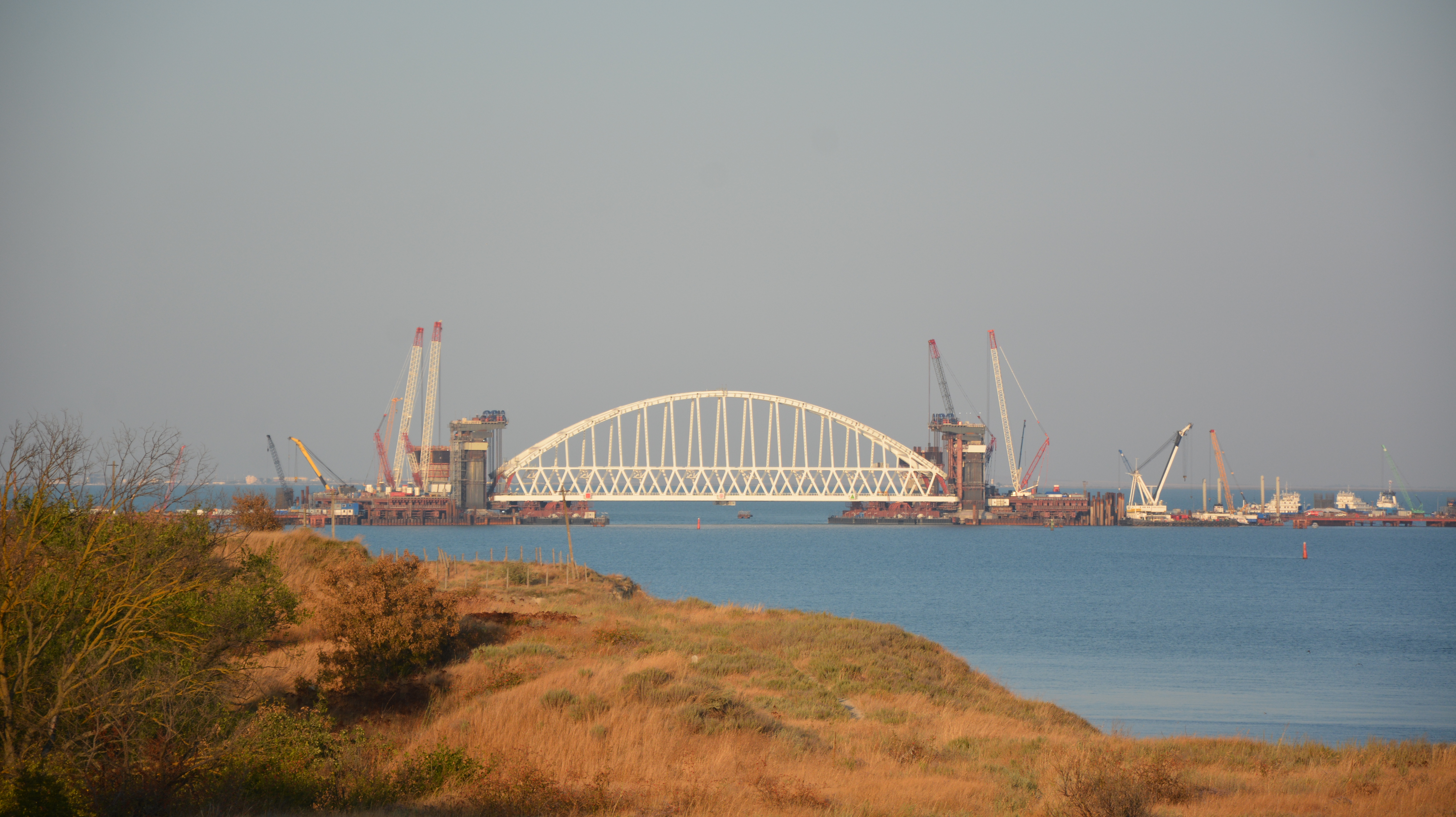
Einheben der Eisenbahnbrücke (2017)

Den Auftrag zur Errichtung der Brücke erhielt das Unternehmen Stroigasmontasch (SGM), das Arkadi Rotenberg gehört. Rotenberg wird dem direkten Umfeld des russischen Staatspräsidenten Wladimir Putin zugerechnet; Rotenberg selbst ist von den Sanktionen betroffen, die gegen russische Eliten wegen der Annexion der Krim verhängt wurden. SGM erhielt den Auftrag zum Brückenbau Anfang 2015 ohne eine Ausschreibung. Die Meerenge von Kertsch ist ein schwieriger Ort zum Bauen und geprägt von Schlammvulkanen am Meeresboden, seismischer Aktivität und im Winter auch von treibenden Eisschollen. Die Brücke und die Zufahrten führen durch eine seismisch aktive Zone mit einem Potential für Erdbeben von ungefähr 9 Punkten auf der Richterskala, was ein kritischer Wert für eine solche Konstruktion und Verkehrsführung ist. Auch bei der östlichen Zufahrt muss einer Gruppe von Schlammvulkanen ausgewichen werden. Die E 97/A-290 umfährt den aktiven Schlammvulkan Karabetowa sopka (russisch Карабетова сопка) in Sichtweite (ca. 2 km).
Auf der Krimseite war eine Umgehung der Festung Kertsch / Fort Totleben (russisch Керченская крепость, ukrainisch Фортеця Керч / форт Тотлебен) und des Kaps Ak-Burun (russisch/ukrainisch Ак-Бурун, vom krimtatarischen Акъ Бурун / Aq Burun, „weißes Kap“) wegen der sich dort befindenden historischen Stätten notwendig. Das verlängerte die Trasse um ca. 3 Kilometer. Im Oktober 2015 waren die Bauarbeiten zur Baustelleneinrichtung weit vorangeschritten. Zu den Höhepunkten des Bauprojektes gehörte die Montage zweier Brückenbögen, die eine Spannweite von 227 Meter haben. Am Bau beteiligte Unternehmen wurden im September 2016 auf die Sanktionsliste der USA gesetzt. Im September 2018 rammte ein Schwimmkran die Brücke, beschädigte dabei einen Lichtmast und verbog das Brückengeländer. Im Oktober 2018 stürzte ein Teil der geplanten Eisenbahnstrecke ins Wasser.

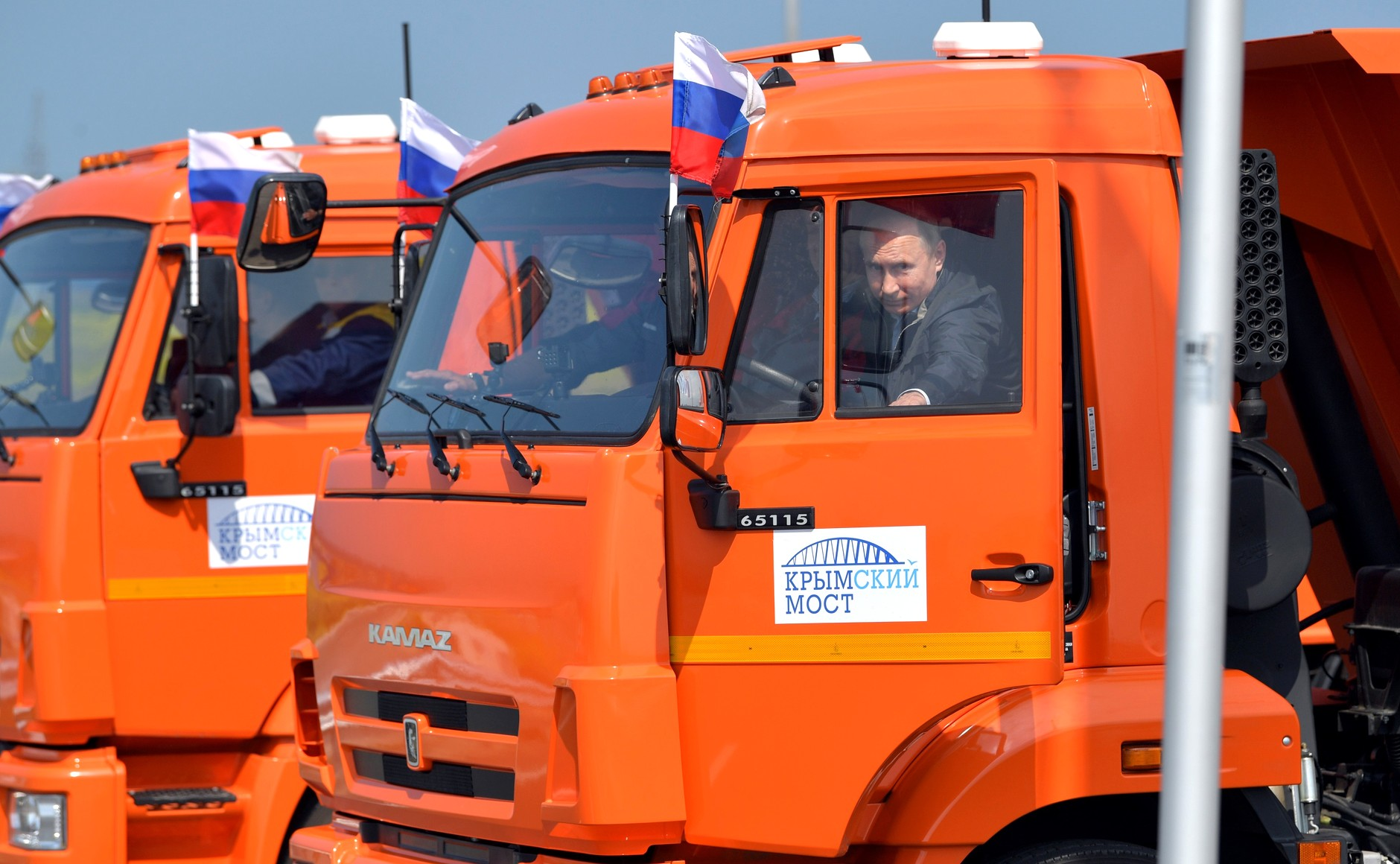
Start der Eröffnungsfahrt auf der Straßenbrücke, mit Russlands Präsident Wladimir Putin am Steuer

Die Einweihung erfolgte am 15. Mai 2018 durch einen Korso von Baustellenfahrzeugen, bei welchem Wladimir Putin am Steuer eines orangefarbenen KamAZ-65115-Kippers voranfuhr. Am Folgetag wurde die Straße für die Allgemeinheit teilweise geöffnet: Nur Kraftfahrzeuge bis 3,5 t und Busse durften die Brücke nutzen. Ab dem Oktober 2018 war auch der Verkehr schwerer LKW zugelassen.

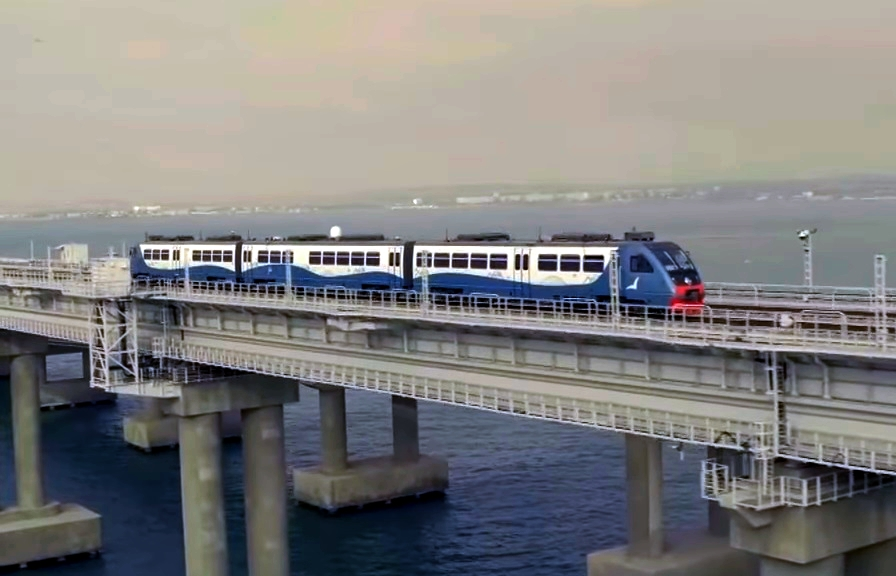
Eröffnung der Bahnstrecke am 23. Dezember 2019

Die offizielle Inbetriebnahme der Eisenbahnstrecke erfolgte am 23. Dezember 2019 durch eine Eröffnungsfahrt mit Putin im Führerstand eines Diesel-Regionalverkehrszuges über die Brücke. Zuvor fuhr Ende September ein erster Dieseltriebwagen mit Journalisten an Bord zu Testzwecken über die Brücke. Das rollende Material dieser Zugverbindung stellt anstelle der staatlichen Eisenbahngesellschaft der Anbieter Grand Serwis Express, da die Staatsbahn RŽD das Risiko von Sanktionen im internationalen Verkehr nicht eingehen wollte. Die neuen Züge brauchen von St. Petersburg nach Sewastopol etwa 45 Stunden – über 9 Stunden länger als die 2014 eingestellten Verbindungen durch die Ukraine. Zu Beginn wurde die neue Krim-Brücke in beiden Richtungen mitten in der Nacht passiert. Dem privaten Bahnunternehmen fehlten Züge, um die Strecke öfter zu bedienen. Der zweigleisige Ausbau der Strecke war zum Zeitpunkt der Eröffnung noch nicht abgeschlossen.

### Beschädigungen seit dem Beginn des russischen Überfalls auf die Ukraine
Nach dem Beginn des russischen Überfalls auf die Ukraine im Februar 2022 verwiesen ukrainische Militärs auf die Bedeutung dieser Brücke als Transportweg für den russischen Nachschub und bezeichneten die Zerstörung der Brücke als ein vorrangiges Ziel, sofern die Ukraine die dafür notwendigen Waffen erhalte. Schon 2020 wurden von russischer Seite zwei Radarsysteme zur Abwehr von Drohnen bestellt und im Oktober 2021 geliefert.
Am 8. Oktober 2022 ereignete sich auf der nördlich der Eisenbahnbrücke gelegenen Autobahnbrücke (Position) eine Explosion. Dabei starben nach russischen Angaben mindestens drei Personen und mehrere Fahrbahnsegmente der westlichen Richtungsfahrbahn stürzten ins Meer. Auf der Eisenbahnbrücke gerieten im selben Abschnitt sieben Kesselwagen mit Dieselkraftstoff eines in Richtung Krim fahrenden Güterzugs in Brand. Der Pressedienst der Krim-Eisenbahn meldete, die Betriebsmittel der Eisenbahnstrecke hätten um 06:05 Uhr Fehler angezeigt. Russische Quellen behaupteten, Autos und Busse könnten bereits am Nachmittag desselben Tages die verbleibende Richtungsfahrbahn benutzen und der Zugverkehr würde noch am selben Tag fortgesetzt. Tatsächlich war die Nutzung zunächst nur stark eingeschränkt für PKW möglich; auf der Eisenbahnbrücke nur auf dem unbeschädigten Gleis mit stark reduzierter Geschwindigkeit. Es gab lange Schlangen vor den Zufahrten; bei LKWs gab es mehrtägige Wartezeiten für die ersatzweise eingesetzten Fähren. Russische Behörden wiesen das beauftragte Bauunternehmen an, die Brücke bis Juli 2023 zu reparieren.
Russische Institutionen, darunter das nationale Anti-Terror-Komitee Russlands, erklärten, die Ursache der Beschädigung sei ein explodierter LKW gewesen. Offizielle russische Stellen benannten einen Mann aus Krasnodar und dessen Verwandten als Insassen des verdächtigten LKW. Laut BBC könnte bei dem Anschlag auf die Brücke ein mit Sprengstoff beladenes Drohnenboot zum Einsatz gekommen sein. Wladimir Putin machte den ukrainischen Inlandsgeheimdienst SBU für die Explosion verantwortlich und bezeichnete den Angriff als „Terrorakt“. Ukrainische Stellen bestritten zunächst jegliche Beteiligung, bekannten aber später ihre Urheberschaft. Im Februar 2023 wurde vermeldet, die Straßenbrücke sei wieder voll befahrbar; Reparaturen an der Eisenbahnbrücke dauerten weiter an.
In der Nacht auf den 17. Juli 2023 griffen zwei ukrainische Drohnenboote die Brücke an. In eine Fahrtrichtung sackte die Fahrbahn ab und in der anderen Richtung wurde sie beschädigt; dabei sollen in einem PKW zwei Erwachsene getötet und die Tochter des Paars verletzt worden sein. Die Brücke wurde für den Straßenverkehr gesperrt und die Eisenbahnbrücke bis zum nächsten Morgen. Am 12. August 2023 war die Brücke erneut Ziel von ukrainischen Angriffen. Ob die Brücke dabei beschädigt wurde, oder die russische Luftabwehr die Angriffe vereiteln konnte, wie von russischer Seite behauptet, war zunächst unklar. Bei Sperrungen der Brücke wurde sie in künstlichen Nebel gehüllt.
Im Frühjahr 2024 wurde es zunehmend klar, dass die ukrainischen Angriffe die Brücke stärker beschädigt hatten als von russischer Seite zugegeben. Der strategisch bedeutsame Eisenbahnverkehr war seither fast vollständig auf die Fährverbindung verlegt worden; OSINT-Quellen konnten keine nennenswerte Nutzung der Bahnbrücke beobachten. Um die russischen Einheiten auf der Krim weiter zu versorgen, begann Russland im Frühjahr 2024 mit dem Bau neuer Eisenbahnstrecken, die von der Krim über das Festland in ausreichender Entfernung von der Front bei Berdjansk und Mariupol bis nach Rostow am Don verlaufen sollten.
Am 3. Juni 2025 kam es in den frühen Morgenstunden zu einer Explosion unter Wasser an einem der Brückenpfeiler. Der ukrainische Geheimdienst (SBU) gab bekannt, er habe die Operation mehrere Monate lang vorbereitet. SBU-Agenten hätten die Stützpfeiler vermint und Sprengstoff mit Sprengkraft von 1.100 Kilogramm TNT Äquivalenz gezündet. Es habe keine zivilen Opfern gegeben. Unterwasserstützen der Brücke seien schwer beschädigt worden. Laut lokalen russischen Telegram-Kanälen war die Krim-Brücke bereits vorher für den Verkehr gesperrt. Einige russische Medien berichteten, in der Nacht zuvor sei eine ukrainische Flugdrohne über der Brücke abgeschossen worden und deren Trümmer seien auf die Straße gefallen. Am selben Abend wurde die Brücke wieder für den Straßenverkehr freigegeben.

## Auswirkungen

### Umwelt
Radar- und Satellitendaten zur Beurteilung der Eisverhältnisse in der Straße von Kertsch zeigen, dass die Krim-Brücke das Treibeis auf dem Weg vom Asowschen Meer über die Straße von Kertsch blockiert. Jedes Jahr wird das Asowsche Meer in der kalten Jahreszeit ganz mit Eis bedeckt, wobei kalte Winter seit der Jahrtausendwende häufiger auftreten und das Meerwasser teilweise bis März vereist bleibt. Vor dem Bau der Brücke wurden die Eisstücke von Strömungen und Winden ungehindert über die Straße von Kertsch bis in das Schwarze Meer hinausgetragen. Seit dem Bau der Brücke bleibt das Treibeis an den Pfeilern der Brücke hängen: die Brücke funktioniert seitdem wie ein Damm, der das Treibeis nicht durchlässt. Satellitendaten und Beobachtungen zeigen, dass das Treibeis auch bei starkem Nordostwind gegen die Brückenpfeiler drückt und die Eisschollen sogar an der breitesten Stelle unter der Brücke nicht passieren können. Durch Druck entstehen an den Kontaktstellen Presseishügel. Das gestaute Treibeis kann dazu führen, dass Frachtschiffe die Brücke nicht mehr passieren können und Eisbrecher eingesetzt werden müssen, um einen Durchgang für andere Schiffe unter der Brücke zu öffnen. Im Vorfeld wurde das Bauprojekt keiner Umweltverträglichkeitsprüfung unterzogen. Es ist unklar, ob die Eisformationen im Asowschen Meer bei der Bauplanung berücksichtigt wurden.
Seit dem Bau der Krim-Brücke wurden eine erhöhte Konzentration von Schwebstoffen und verstärkte Algenblüte in den umgebenden Gewässern festgestellt. In einer Untersuchung der ökologischen Risikobereiche im Schwarzen Meer wurde die Brücke als eine der Hauptverschmutzungsquellen genannt. Dadurch, dass die Brücke direkt über die Insel Tusla in der Straße von Kertsch gebaut wurde, entstanden auf der Insel irreparable Umweltschäden. Vor dem Bau war Tusla ein wichtiges Naturgebiet für Meeres- und Zugvögel. Während der Brückenkonstruktion wurden Teile der Wälder auf der Insel abgeholzt und die Insel als Parkplatz und Lager für Baumaterialien genutzt. Infolge der Bauarbeiten hat sich der Wasseraustausch zwischen dem Asowschen und Schwarzen Meer wesentlich verändert. Zuvor floss das Wasser mit geringer Geschwindigkeit gleichmäßig um die Insel. Für die Brückenkonstruktion wurde ein Damm aufgeschüttet, der eine künstliche Nehrung bildet. Seitdem verläuft der Hauptwasserstrom mit hoher Geschwindigkeit zwischen der Tusla und dem künstlichen Damm und hat die Erosion am südöstlichen Teil der Insel verstärkt.
Die Beeinträchtigung des Wasseraustauschs hat erhebliche Auswirkungen auf die Temperatur und die Eisverhältnisse in der Straße von Kertsch und im Asowschen Meer. Im Sommer ist das Wasser wärmer als vor dem Bau und im Winter kälter. Letzteres erhöht sowohl die Dauer der Eisbedeckung als auch die Dicke des Eises. Die Temperaturen und der Sauerstoffmangel wegen der Eisbedeckung verändern die Lebensbedingungen der Fische im Asowschen Meer und ihre Wanderung zum Schwarzen Meer. Die meisten Fischarten, die im Asowschen Meer leben, sterben bei einer Temperatur unter 4 °C. Insbesondere im Meerbusen von Taman ist mit einem vermehrten Fischsterben zu rechnen.

### Wirtschaft
Seeseitig können Schiffe das Asowsche Meer nur über die Straße von Kertsch erreichen. Die russischen Häfen und vorgelagerten Küstengewässer sind deutlich flacher, so dass größere Schiffe keine russischen Häfen anlaufen können. Im Jahre 2003 haben die Ukraine und Russland einen Vertrag zur gemeinsamen Nutzung und zum freien Verkehr für Handelsschiffe auf dem Asowschen Meer unterzeichnet. Danach wurden allerdings die vereinbarten Verhandlungen zum Grenzverlauf von Russland jahrelang verschleppt. Für die ukrainische Wirtschaft sind das Asowsche Meer und vor allem die dortigen Häfen Mariupol und Berdjansk von großer Bedeutung. Der Bau der Krim-Brücke hat die Lage für den ukrainischen Schiffsverkehr weiter verschlechtert. 2016 wurde im Hafen Mariupol 43 % des Frachtaufkommens auf Panamax-Schiffen verladen, trotzdem wurde die Brücke so gebaut, dass diese nicht passieren können. Die Durchfahrtshöhe ist begrenzt auf 33 Meter, die Schiffslänge auf 160 Meter.
Nur Handysize-Schiffe oder kleinere passen unter die Brücke, wobei auch sie Masten kürzen müssen.
Das hat dazu geführt, dass die Ukraine für (preissensible) Massengüter kleinere Schiffe einsetzen muss, was Kosten und Rendite drastisch verschlechtert. Bereits seit der Besetzung der Krim 2014 werden immer mehr ukrainische und ausländische Schiffe, die nach Mariupol und Berdjansk fahren, vom russischen Inlandsgeheimdienst FSB festgehalten, kontrolliert (121 Schiffe allein im September 2018, teilweise mehrmals) und die Schiffsbesatzungen werden verhört. Die russischen Inspektionen und Verzögerungen dauern bis zu einer Woche. Im November 2018 wurden ukrainische Boote beschossen und geentert. Wiederholt kam es auch zu kompletten Sperrungen der Passage, z. B. beim Aufstellen der Brücke oder am 25. November 2018 durch ein von Russland direkt unter die Brücke positioniertes Frachtschiff, das so vertragswidrig den Schiffsverkehr blockierte.
Dienste wie MarineTraffic zeigten, dass Schiffe sich auf den Reeden vor der Brückenpassage stauen.
Die Logistik der Passagen (Genehmigungen, Kontrollen) war unzureichend oder vorsätzlich gestört.
Jeder zusätzliche Tag auf See kostet eine Reederei etwa 15.000 US-Dollar. Dies führt dazu, dass Reedereien immer weniger bereit sind, ukrainische Häfen im Asowschen Meer anzulaufen, die Güter müssen zunächst per Schiene nach Odessa oder Mykolajiw transportiert werden. Die Zahl der Schiffe, die Mariupol und Berdjansk anlaufen, hat sich halbiert. Hafenunternehmen mussten schließen oder eine Vier-Tage-Woche einführen, Hafenarbeiter verloren ihre Arbeit. Die Einnahmeverluste bewegen sich bei vielen Beteiligten in Ukraine im mittleren bis hohen zweistelligen Prozentbereich, die des Staates selbst im hohen zweistelligen Millionenbereich jährlich.
Russland rechtfertigt die steigende Zahl von Eingriffen in den ukrainischen Schiffsverkehr mit Sicherheitsbedenken. Die Ukraine, die Vereinigten Staaten und andere Beobachter sprechen hingegen von einer wirtschaftlichen Blockade und anhaltenden Versuchen Moskaus, die Ukraine noch weiter wirtschaftlich zu schwächen und zu destabilisieren. Das OSW veröffentlichte dazu neben einer auszugsweisen Liste der kontrollierten Schiffe auch eine Karte, wo diese von Russland aufgegriffen wurden. Zitat: „Die Handelsbeschränkungen, die durch den Bau der Brücke von Kertsch und die anhaltenden Kontrollen durch den Grenzschutz verursacht wurden, sollen die wirtschaftlichen Probleme der Ukraine verschärfen und damit die Stimmung in der Bevölkerung beeinflussen.“ Warnende Stimmen aus der Ukraine, dass dies „Vorbote einer russischen militärischen Aggression“ sein könnte, wurden ohne Begründung abgetan, z. B. vom Zentrums für Osteuropastudien in Warschau (OSW).

## Reaktionen
Der Europäische Auswärtige Dienst der Europäischen Union verurteilte am 15. Mai 2018 den Bau und die teilweise Öffnung der Brücke sowie die rechtswidrige Annexion der Krim und Sewastopols durch Russland. In der Stellungnahme heißt es, dass die Russische Föderation die Brücke ohne Einwilligung der Ukraine gebaut und die Souveränität und territoriale Integrität der Ukraine erneut verletzt habe. Der Bau der Brücke bezwecke die weitere Integration der illegal annektierten Krim in Russland und die Abspaltung der Halbinsel von der Ukraine, zu der die Krim weiterhin gehöre. Die Brücke begrenze zudem die Durchfahrt von Schiffen über die Kertsch-Straße zu ukrainischen Häfen im Asowschen Meer.
Neben politischen Hintergründen und der Einschränkung der Schifffahrt steht auch die Qualität der übereilten Bauausführung in der Kritik. Arbeiter an der Brücke berichteten zudem über Ausbeutung.
Anfang April 2023 gab der Nationale Sicherheits- und Verteidigungsrat der Ukraine einen zwölf Punkte umfassenden Deokkupationsplan für die Krim bekannt, der unter anderem vorsieht, die Brücke abzureißen und nach der Annexion der Krim zugezogene Russen auszuweisen.

## Umgehung von EU-Sanktionen
Seit September 2017 wird gegen zwei, später (Stand Anfang Mai 2018) gegen insgesamt sieben niederländische Unternehmen wegen des Verdachts auf Umgehung von EU-Sanktionen ermittelt. Die Unternehmen sollen Maschinen, Geräteteile und spezielle Rammen für den Bau der Brücke geliefert und Wartungsarbeiten an den bestehenden Anlagen vorgenommen haben. Unternehmen in EU-Staaten ist es wegen der Sanktionen untersagt, Waren und Dienstleistungen auf die Krim zu liefern.
Russland gründete für den Eisenbahnbetrieb über die Brücke eine private Betreibergesellschaft, weil die Russischen Staatsbahnen mit Rücksicht auf drohende Sanktionen diesen Betrieb nicht übernehmen sollten/wollten.